# Joseph Kittinger
 (juillet 2018).
Joseph William Kittinger II (né le 27 juillet 1928 à Tampa en Floride et mort le 9 décembre 2022 à Orlando (Floride)), est un militaire américain, pilote de l'US Air Force, devenu célèbre pour sa participation au projet Excelsior au cours duquel il établit le record du plus haut saut en parachute (record qu'il détiendra 52 ans durant).

## Projet Excelsior
Il est assigné aux Laboratoires de recherche médicale aéronautique (Aerospace Medical Research Laboratories) de Wright-Patterson (Dayton, Ohio) pour le projet Man-High où il effectue un vol en ballon stratosphérique le 2 juin 1957 à 29 500 m .
Il l'est de nouveau pour le projet Excelsior (en latin : « toujours plus haut »), Joseph Kittinger effectue une série de trois sauts en combinaison pressurisée, à partir d'un ballon gonflé à l'hélium.
Le premier, à partir d'une altitude de 23 287 mètres, en novembre 1959, faillit lui être fatal quand un dysfonctionnement de son équipement le plonge dans l'inconscience. Il n'a la vie sauve que grâce à l'ouverture automatique de son parachute. Lors de l'ouverture en catastrophe de celui-ci, cela lui fait battre de façon bien involontaire le record de l'accélération supportée par un être humain, soit 22 g.
Trois semaines plus tard, il effectue un nouveau saut à 22 769 mètres.
Puis, le 16 août 1960, il saute d'une altitude de 31 300 mètres, effectuant une chute libre de 4 minutes et demie (il ouvrit son parachute à 5 500 mètres) avec une pointe de vitesse de 988 km/h. Il bat ainsi simultanément 4 records : la plus haute ascension en ballon, le saut en parachute le plus haut, la plus longue chute libre et la plus grande vitesse atteinte par un être humain dans l'atmosphère. La plupart de ces records ne seront battus que 52 ans plus tard par Félix Baumgartner, avec un saut à 39 045 mètres d'altitude, le 14 octobre 2012.
Selon Joseph Kittinger, il aurait franchi le mur du son lors de ce dernier saut. Cela n'est pas formellement établi, mais les différentes mesures effectuées alors varient de 988 à 994 km/h, soit plus de Mach 0,9.

## Première traversée en solitaire de l'Atlantique en ballon à gaz
Le 18 septembre 1984, Joseph Kittinger, surnommé « l'homme d'acier », achève au bout de quatre jours et quatre nuits de voyage la première traversée en solitaire de l'océan Atlantique en ballon à gaz. Parti de Caribou dans l'État du Maine, il survole à 5 000 m d'altitude l'océan Atlantique et le sud de la France, avant de se poser à Savone, dans le nord de l'Italie. Son atterrissage est difficile : il se brise la cheville ; mais son pari est gagné. Il avoue aux journalistes avoir réalisé un rêve d'enfant, à bord du « Ballon de la Paix », une opération du promoteur canadien Gaëtan Croteau.